# Papaipema cerina
Papaipema cerina là một loài bướm đêm trong họ Noctuidae.